# فارس العويس
فارس فهد العويس، لاعب كرة قدم سعودي.

## مسيرة اللاعب
بدأ في الفئات السنية في نادي الشباب وانضم للفريق الأول في صيف عام 2020 و أعير إلى نادي الخلود في عام 2023.